# Barajul Drăgan

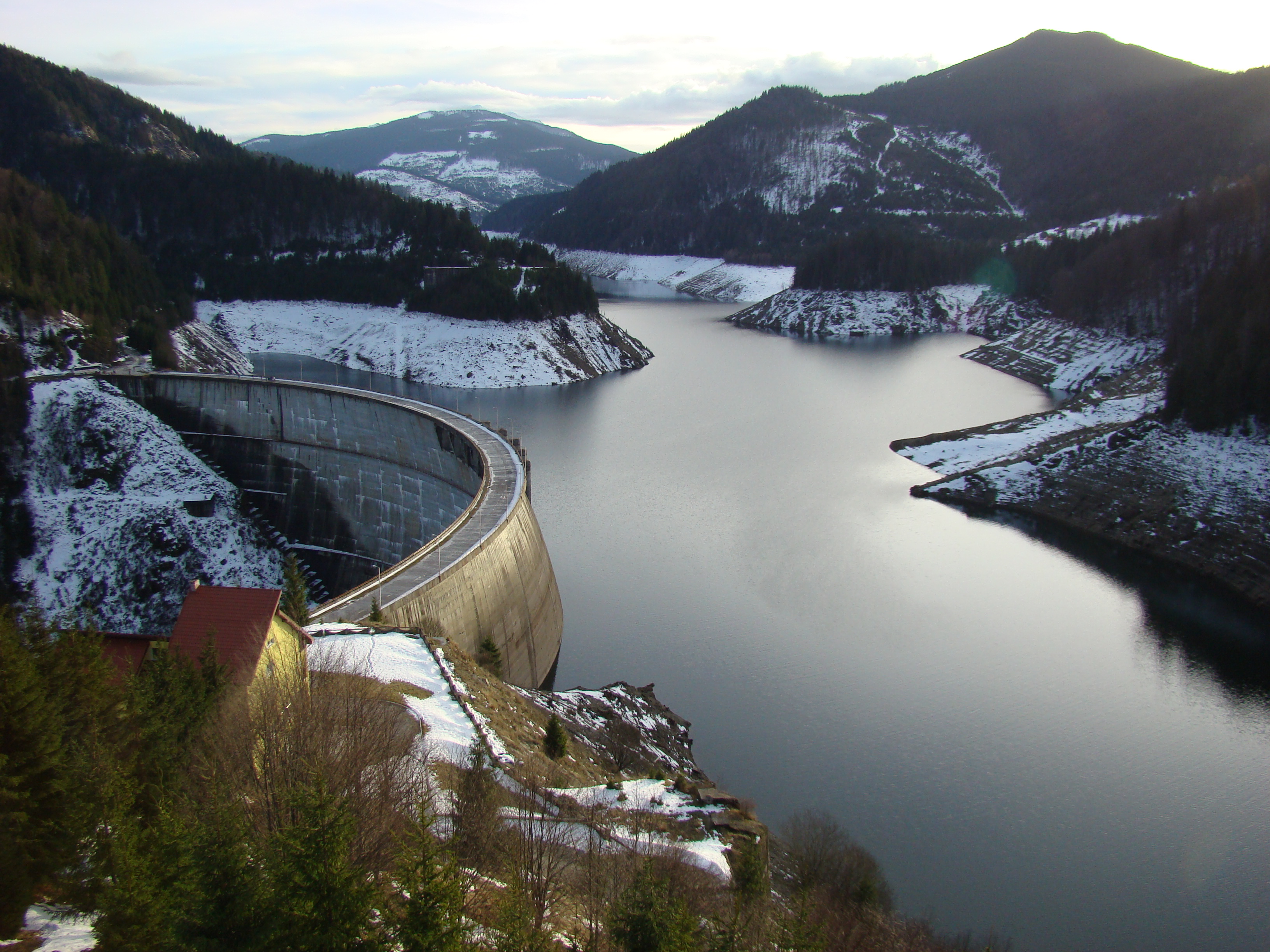
Barajul Floroiu și zona învecinată (30 noiembrie 2008)

Barajul Drăgan (sau Floroiu) este un baraj artificial, terminat în anul 1987, care permite retenția apelor râurilor Drăgan și Sebeșel, fiind amplasat imediat în aval de confluența celor două râuri. Apa lacului este folosită pentru producerea de energie electrică, pentru atenuarea viiturilor și pentru irigații.

## Date hidrotehnice
Barajul din beton, în arc a fost terminat în 1987, are o înălțime de 120 m, iar lungimea coronamentului este de 424 m. Lacul de acumulare, în condiții normale are o suprafață de 292 de hectare și 112 milioane mc de apă.

## Căi de acces
Lacul de acumulare Drăgan se află la 25 de km de la drumul E60 dacă se intră de la Bucea și la 20 km dacă se intră între Ciucea și Poieni.

## Imagini

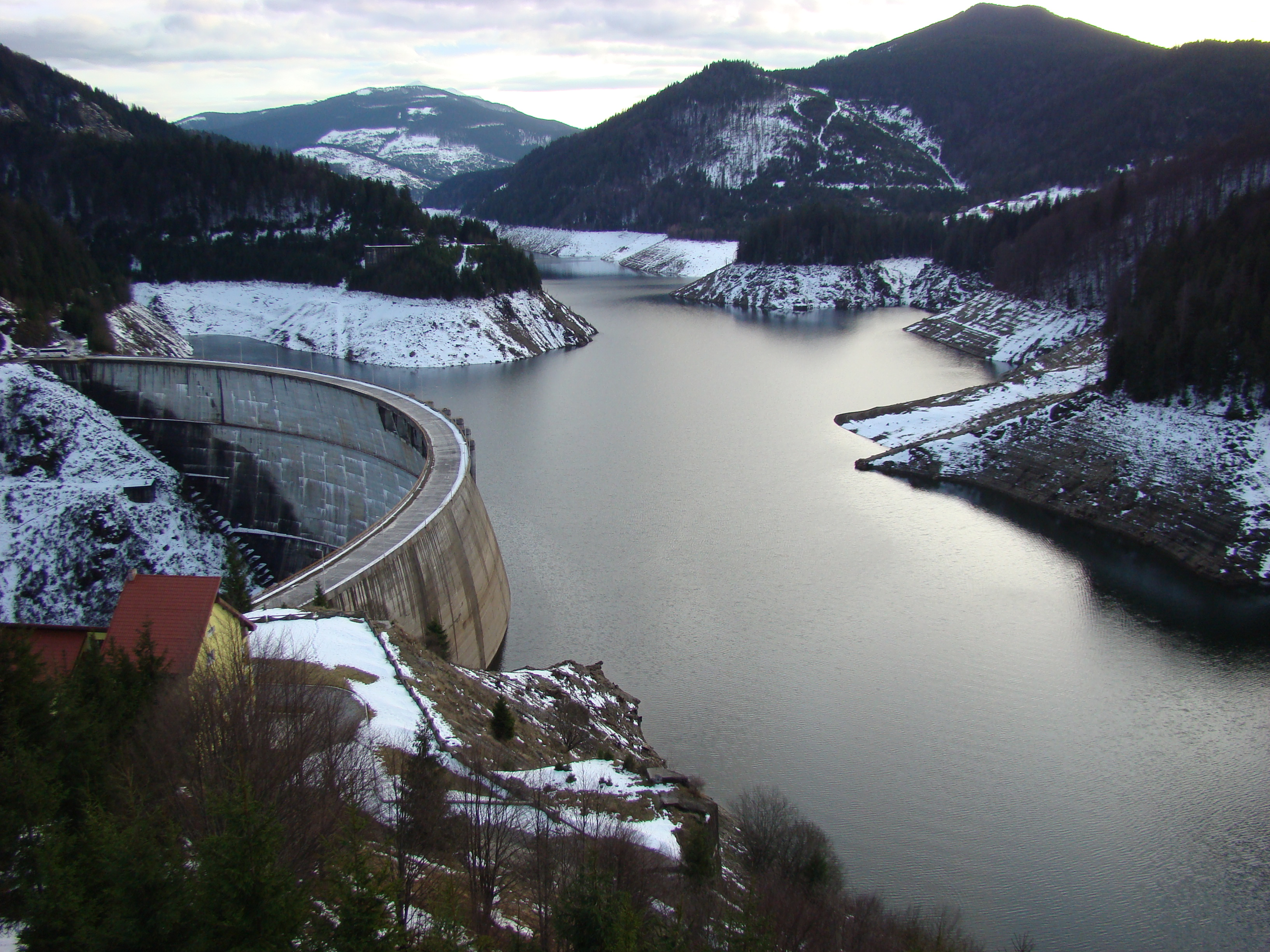
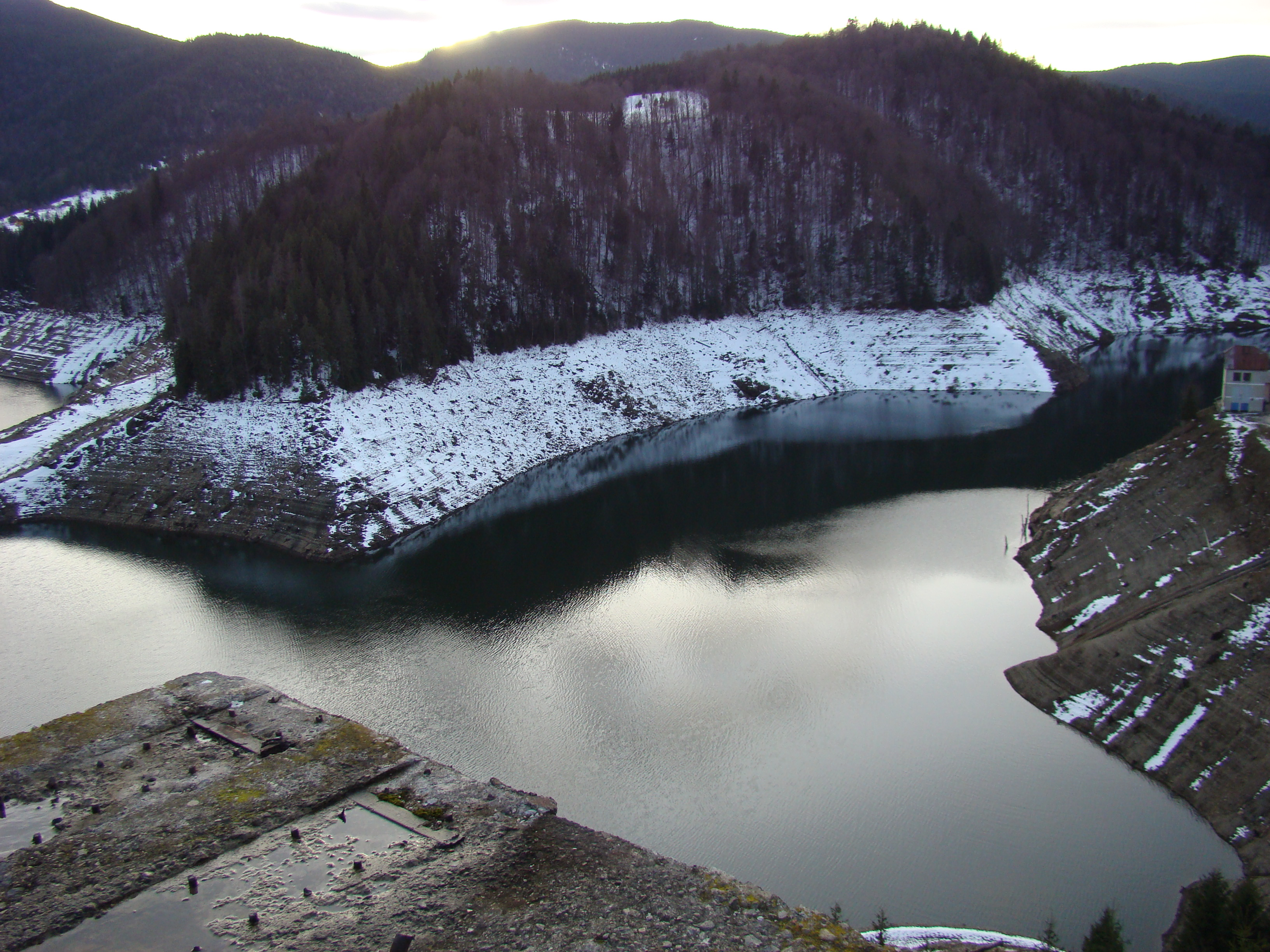
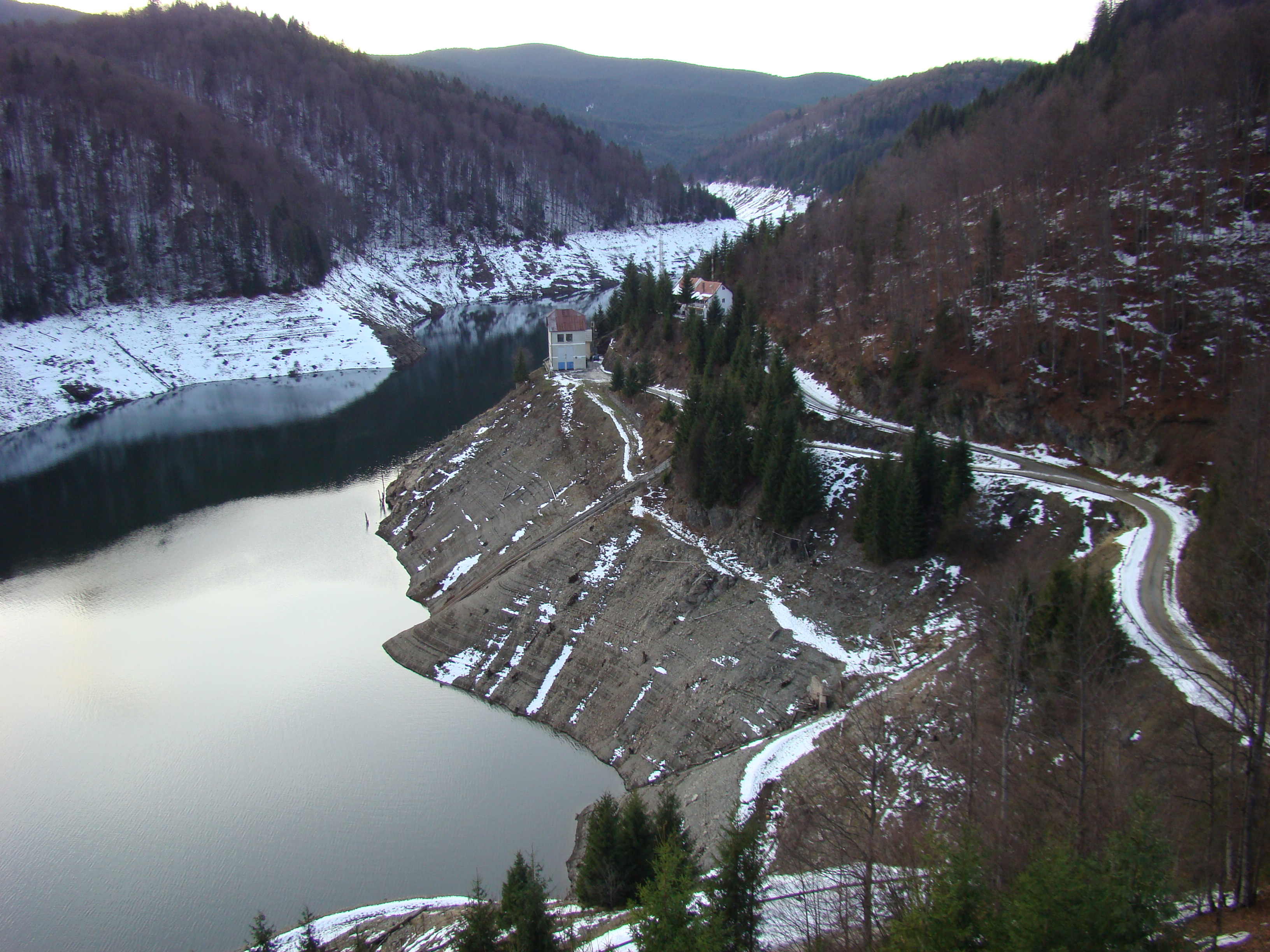
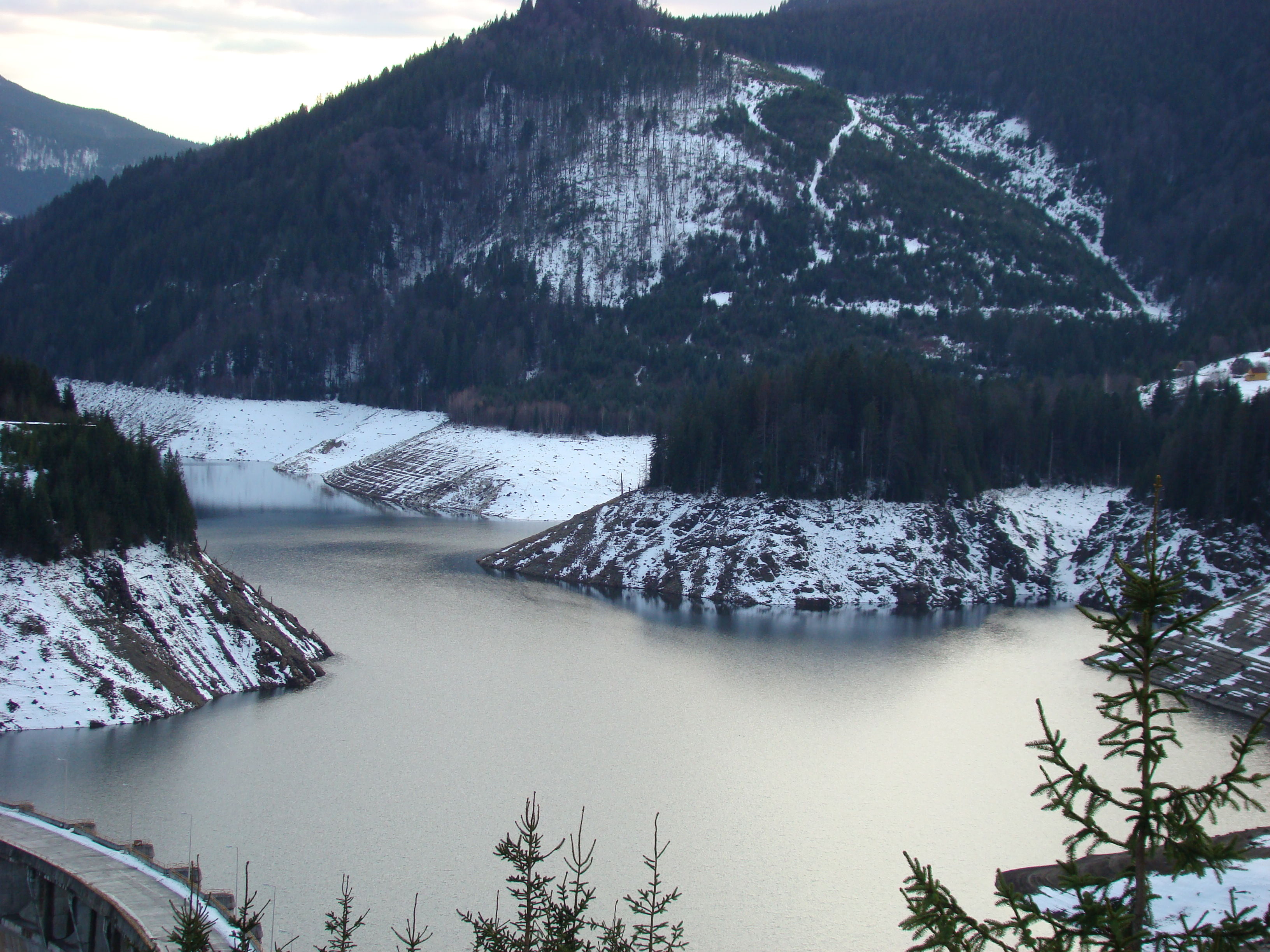
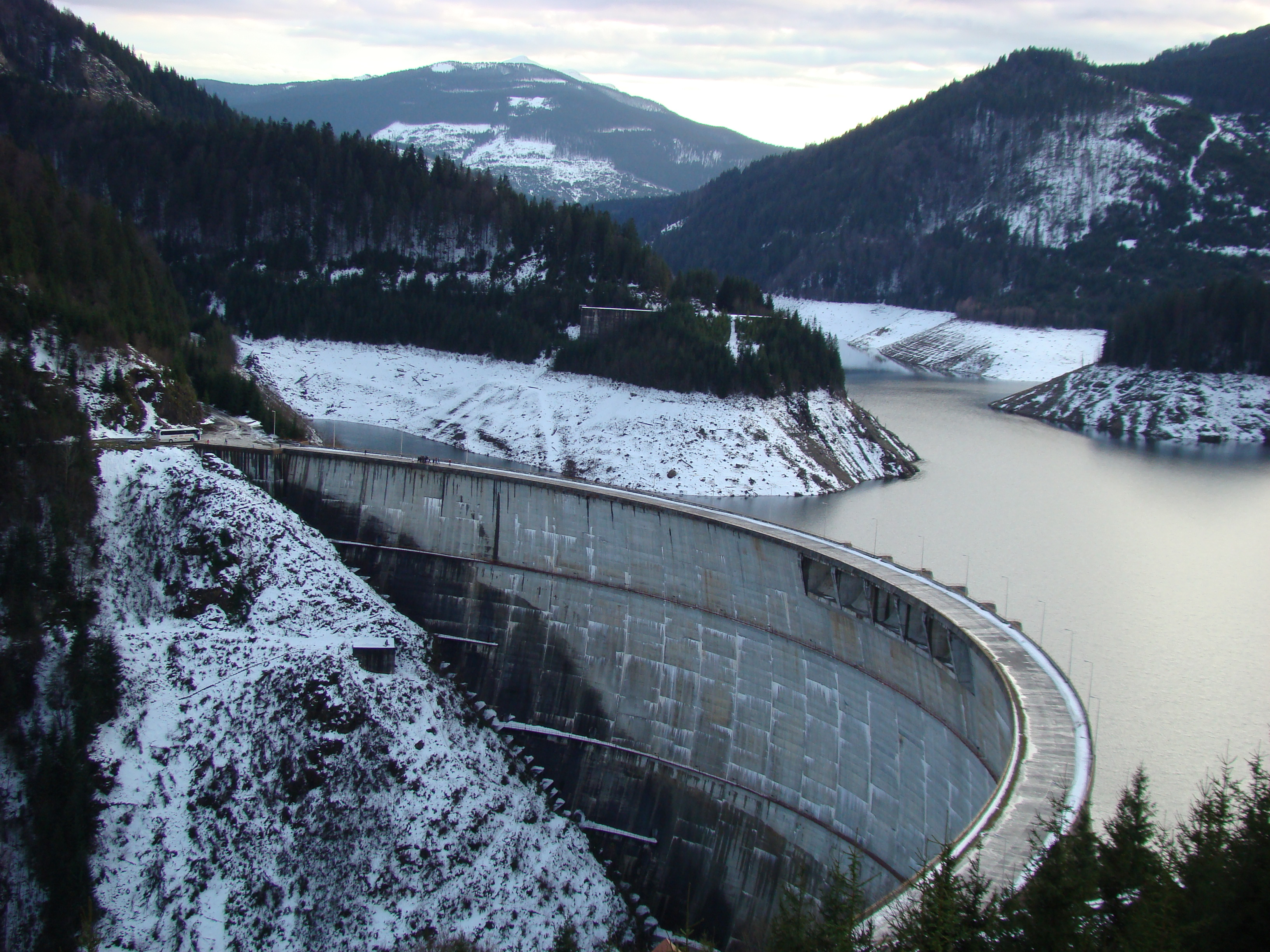
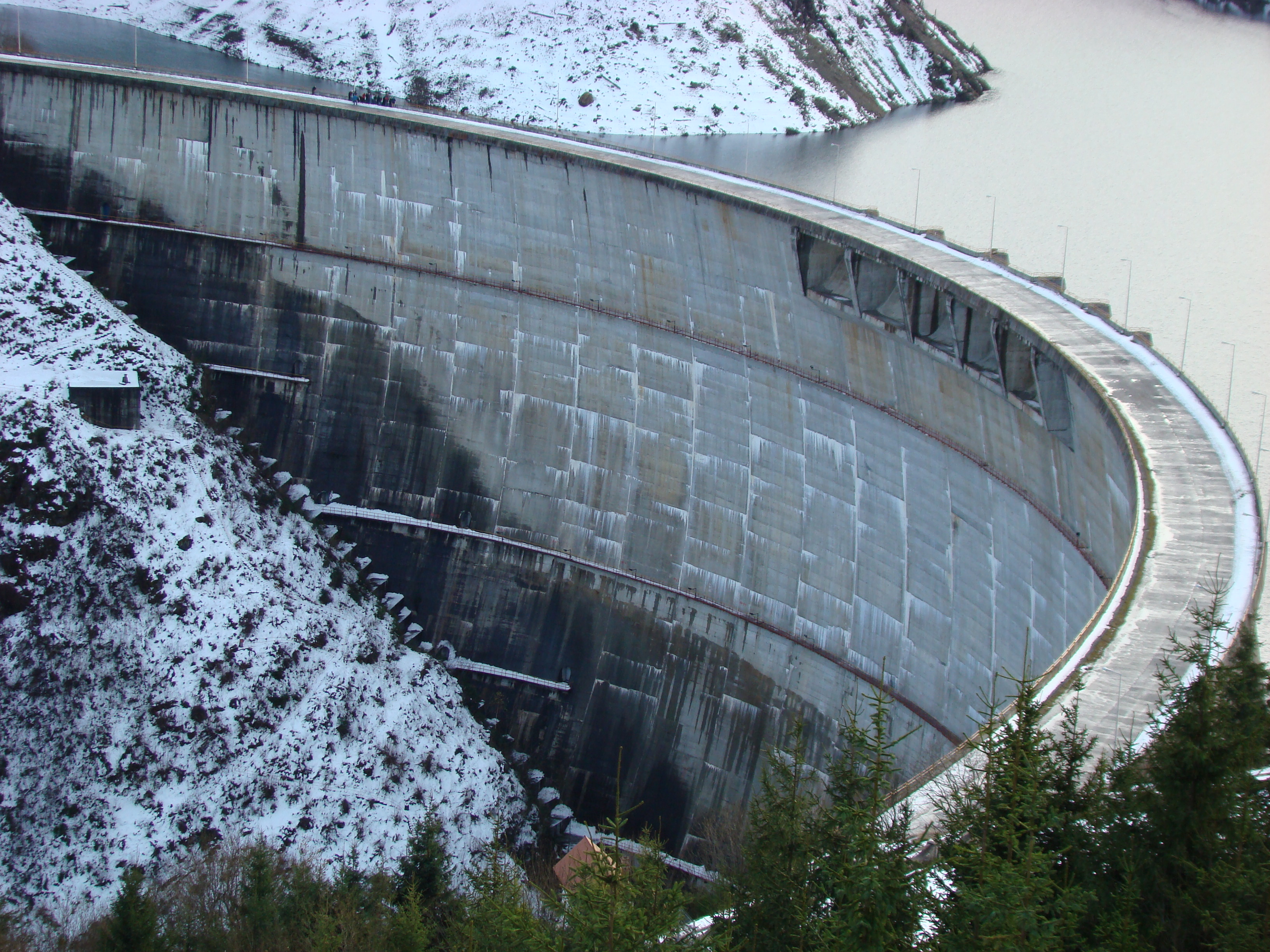
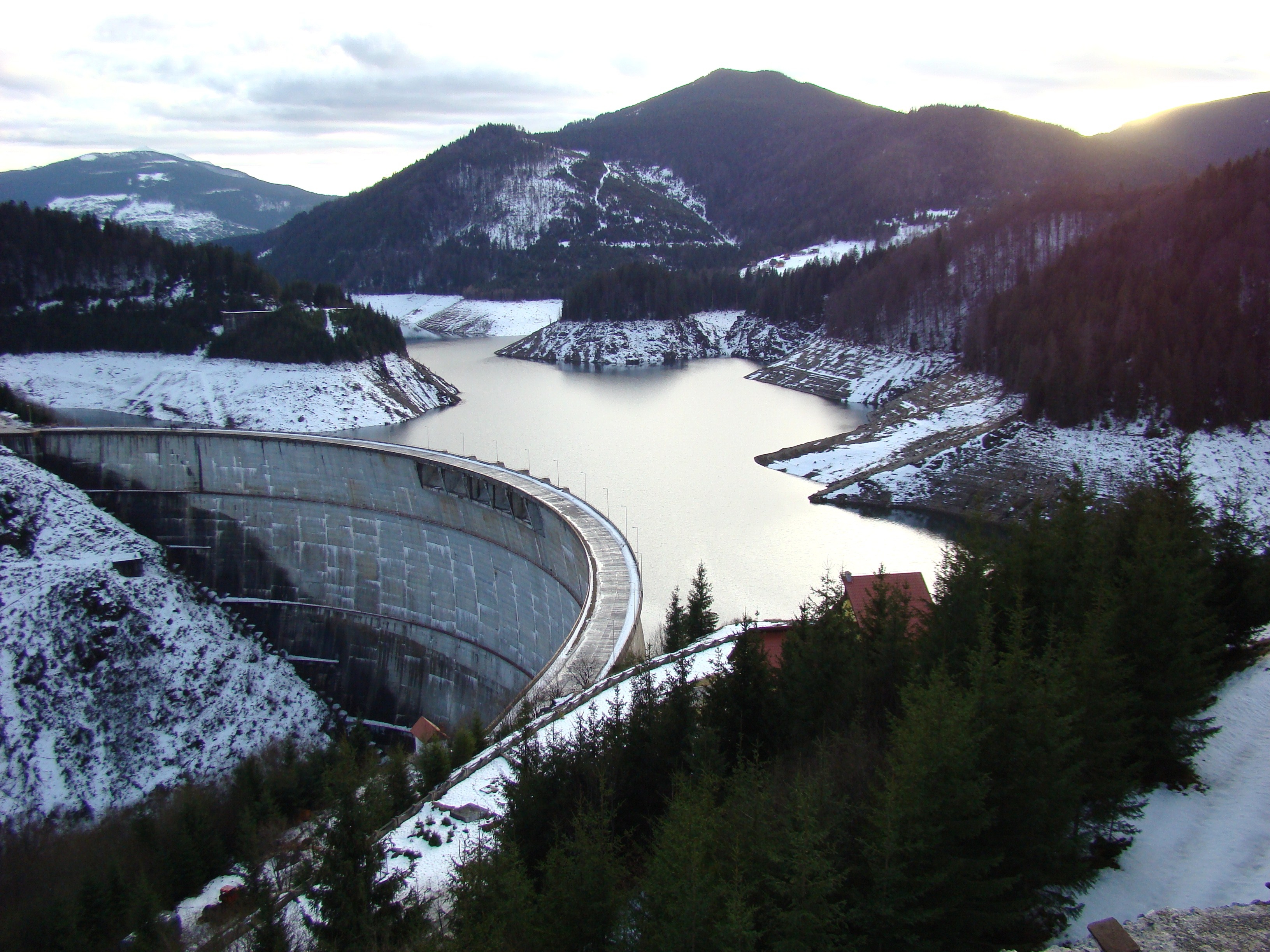
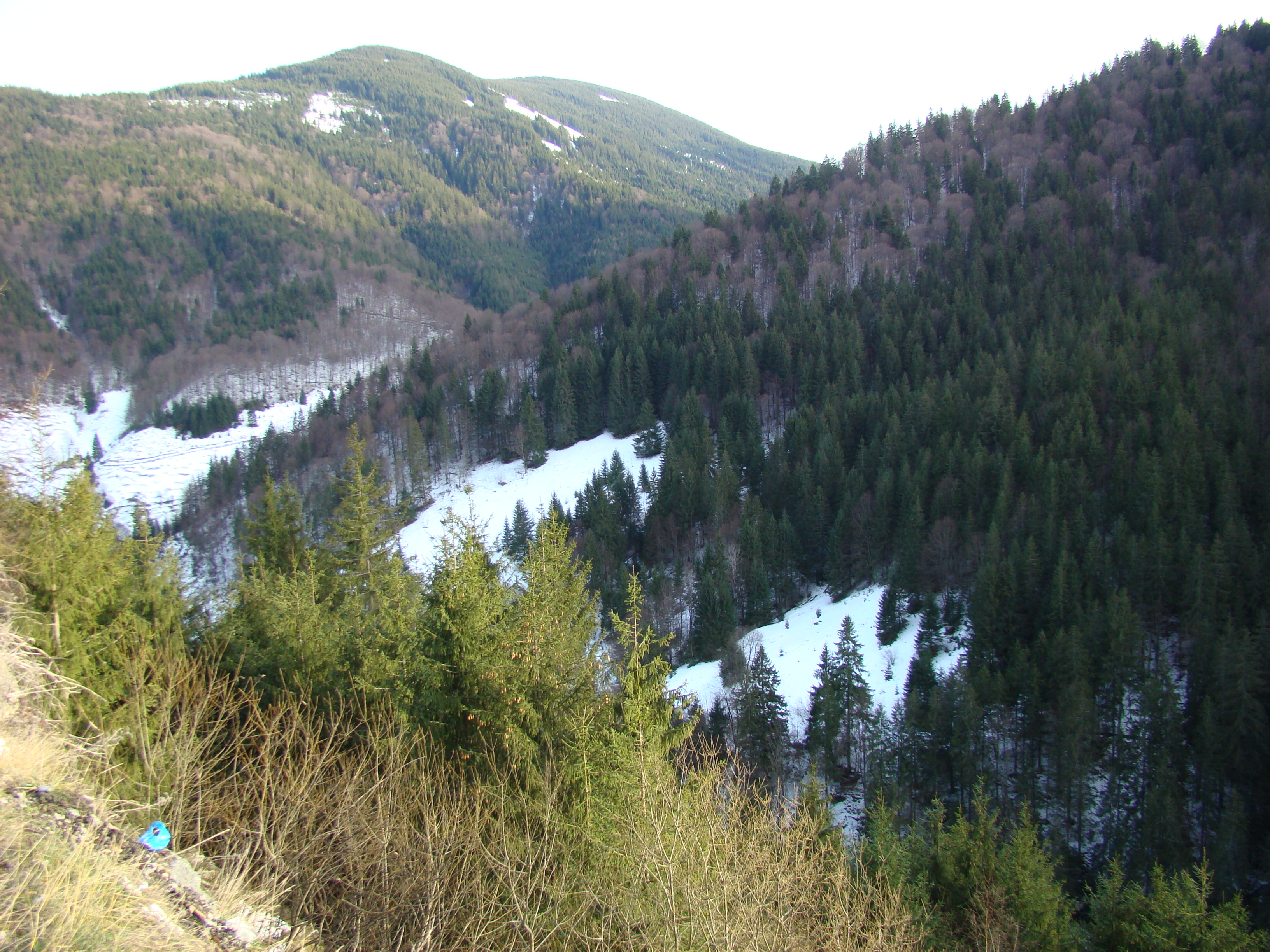
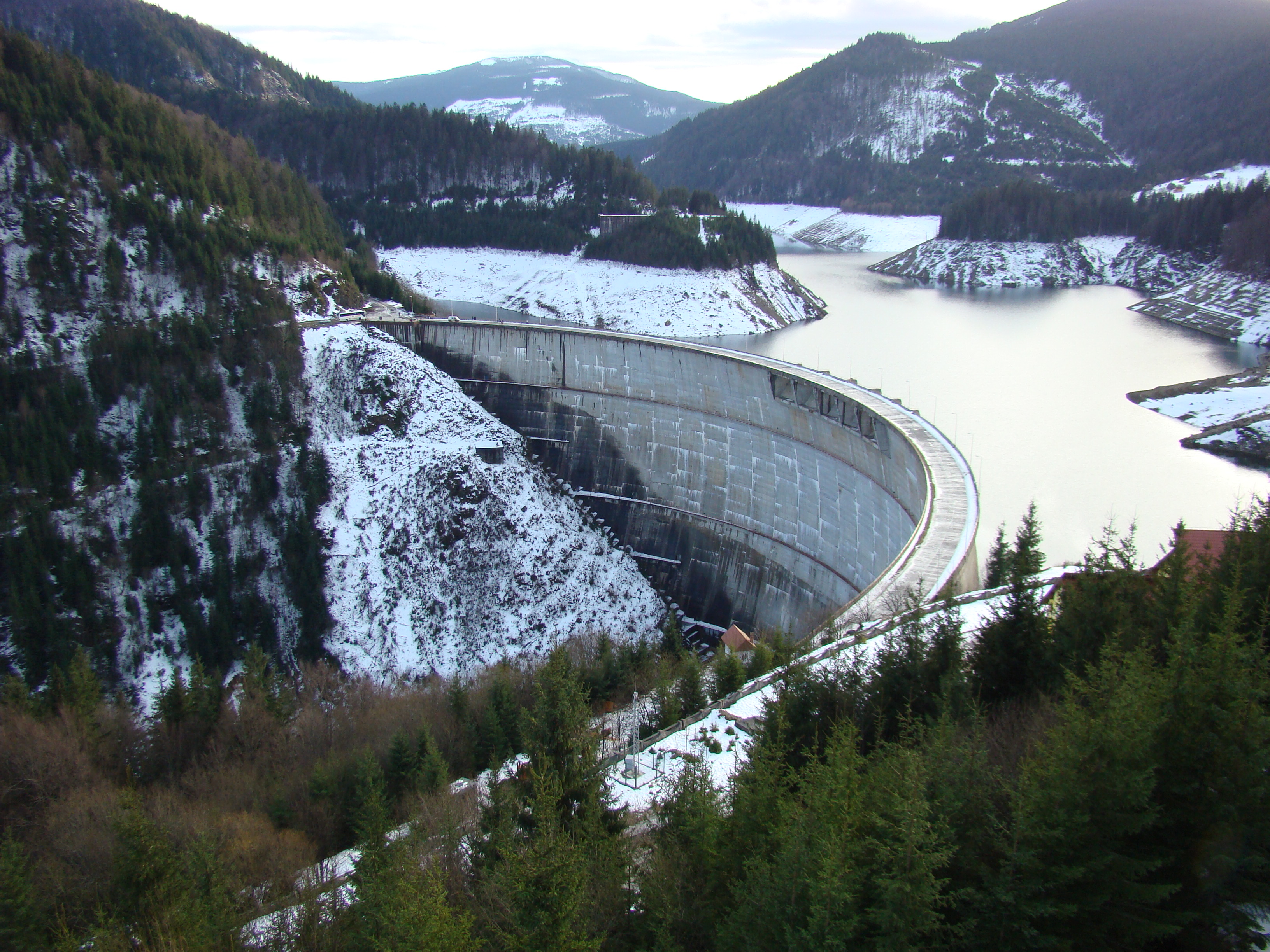
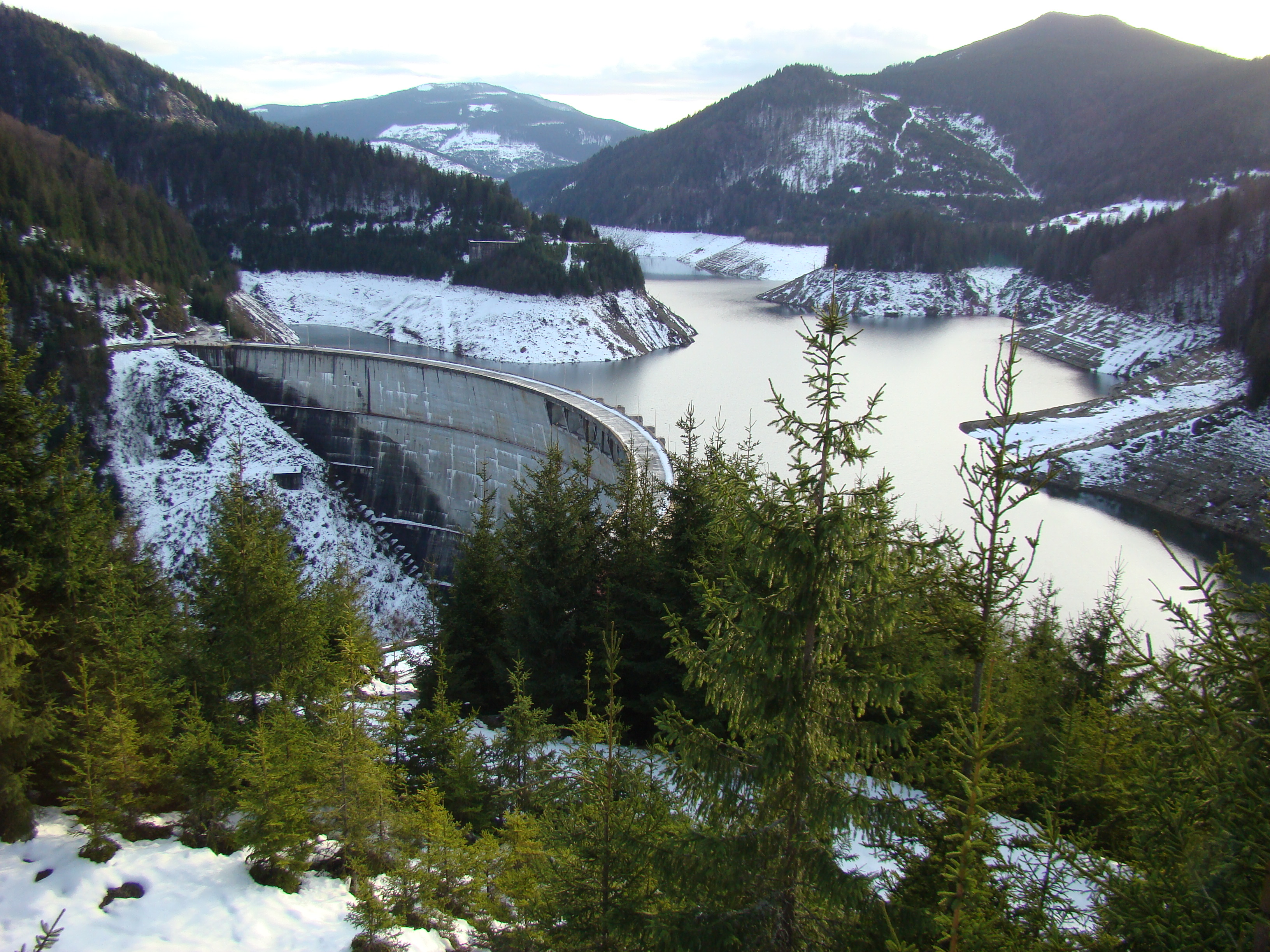
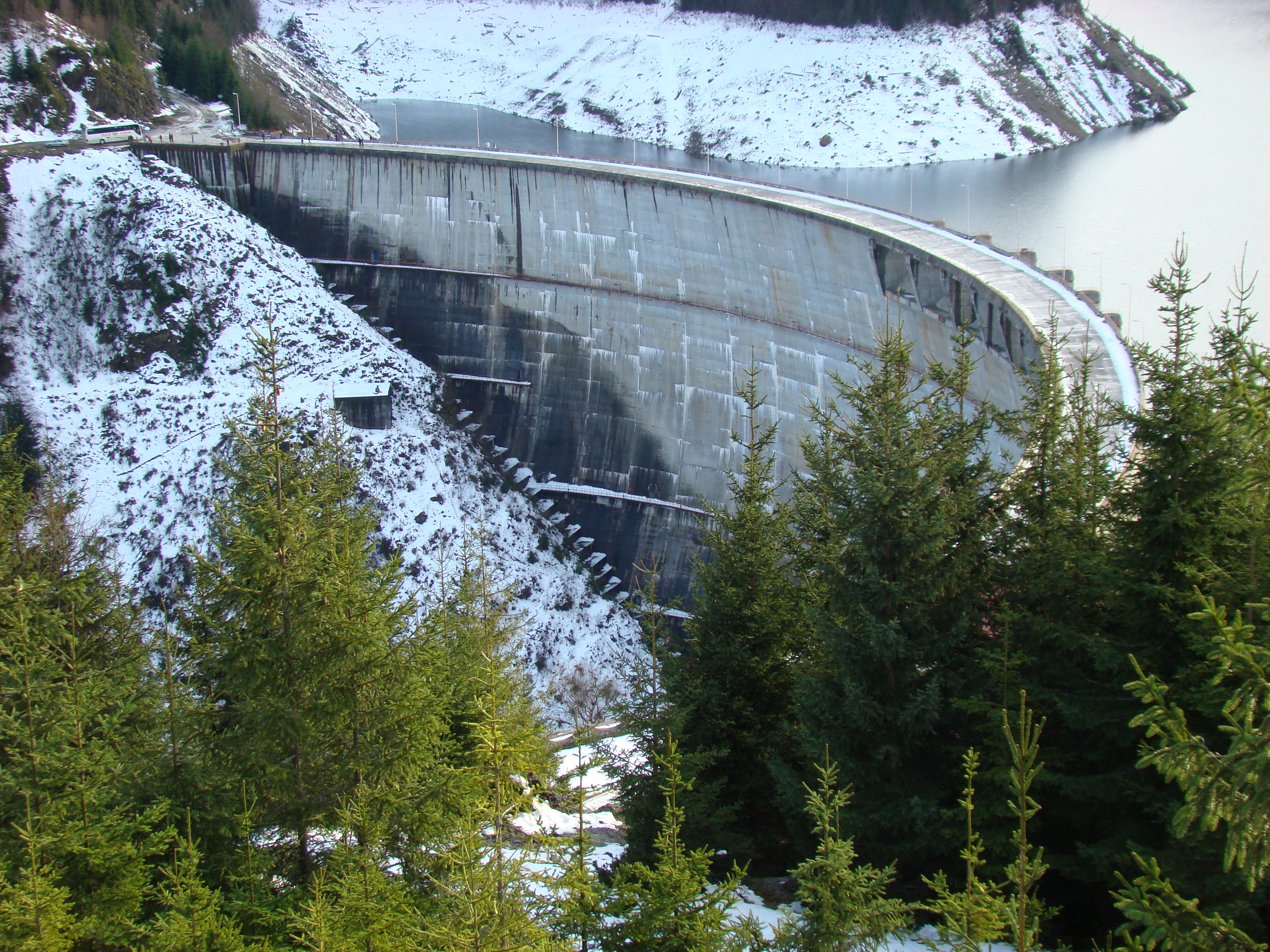
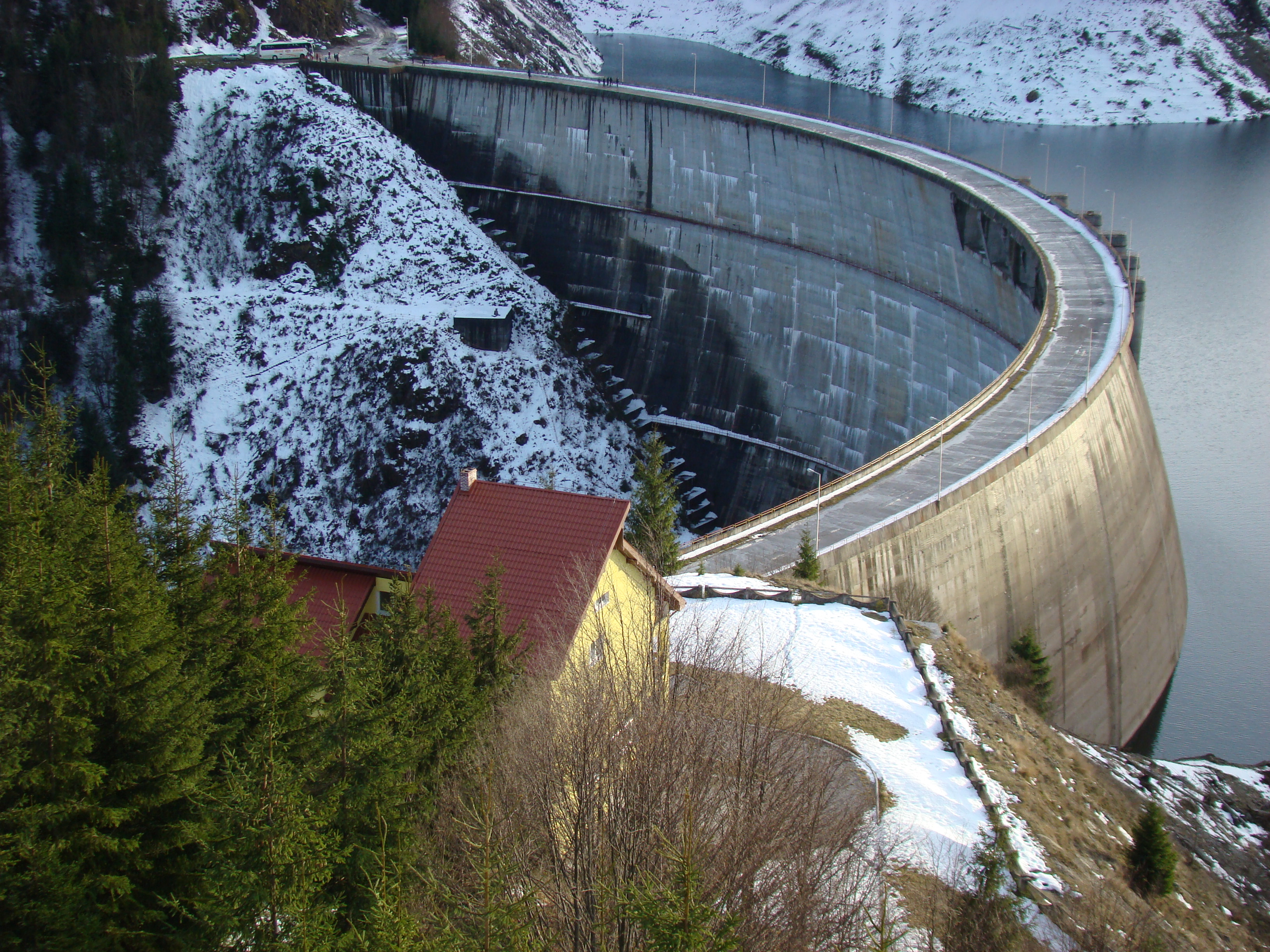
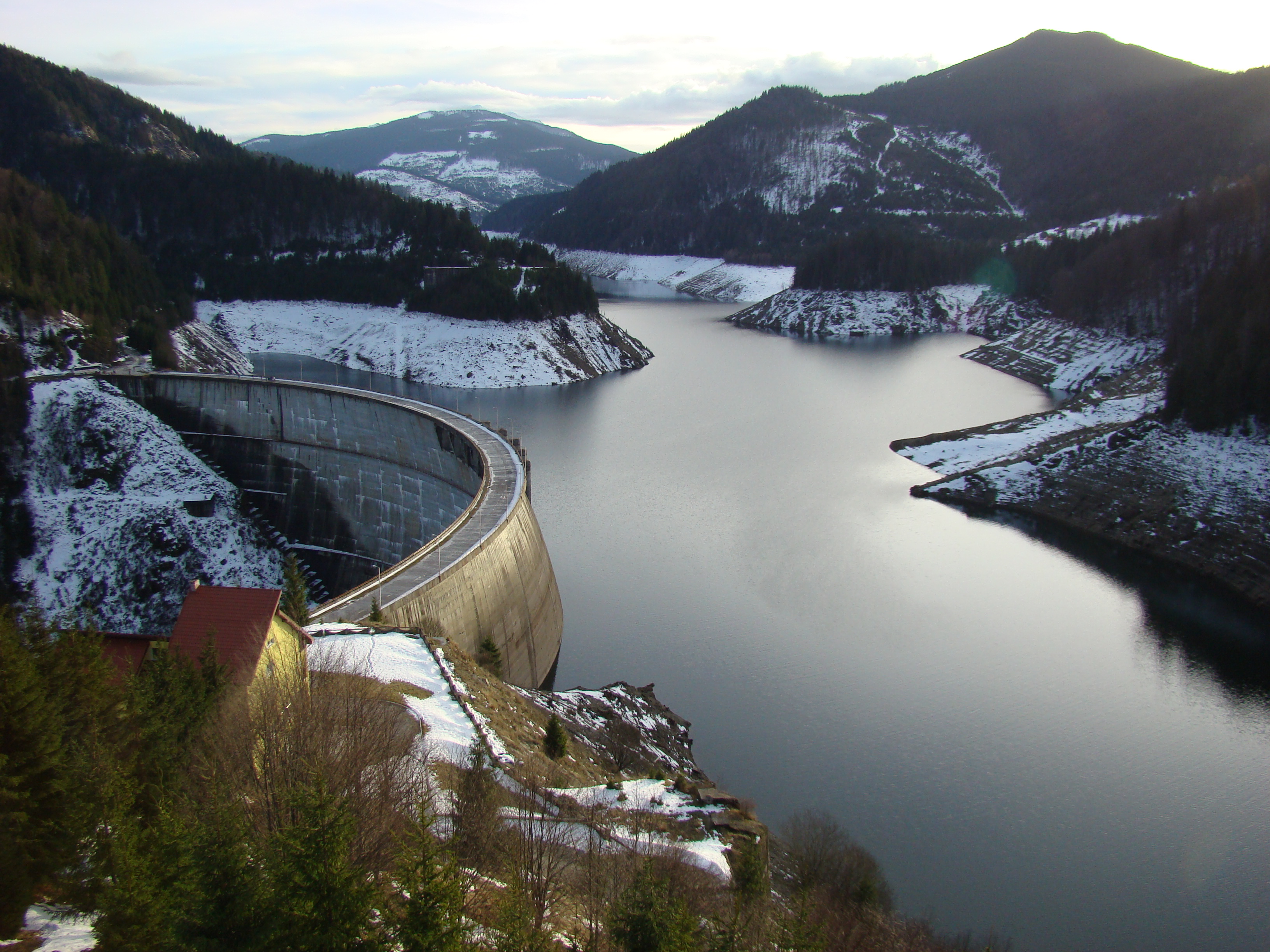
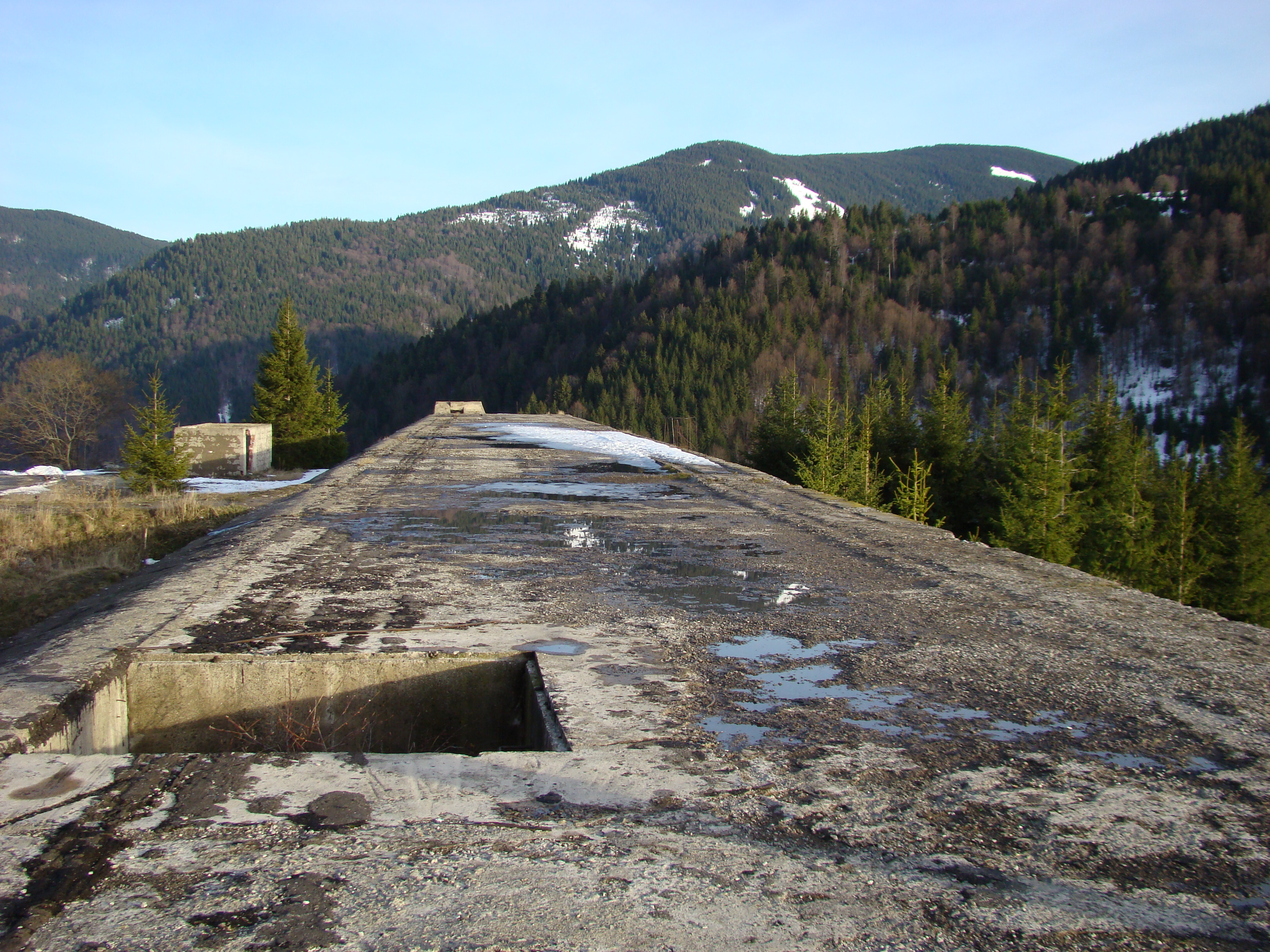
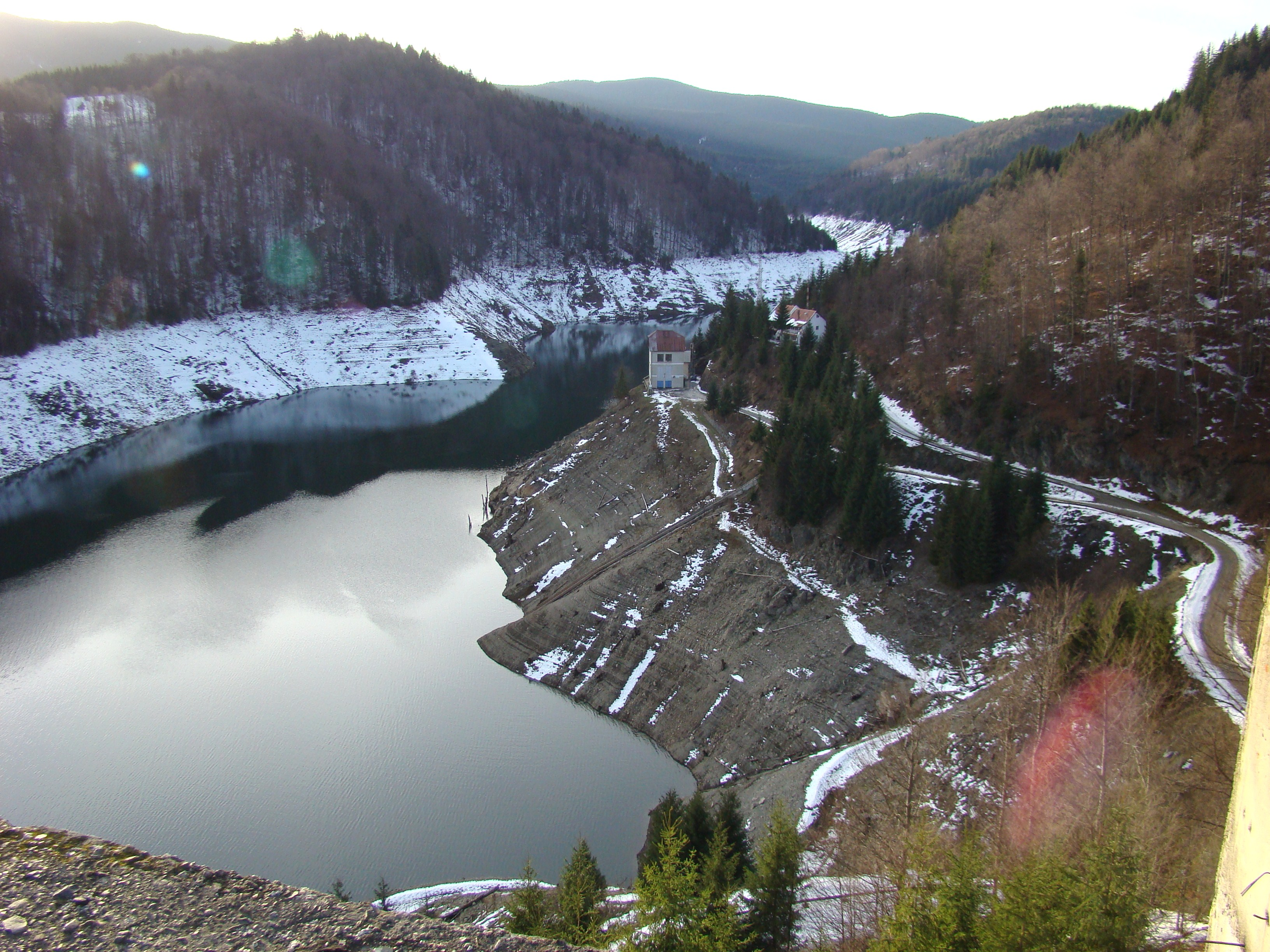